# Trochotomidae
De Trochotomidae zijn een familie van uitgestorven weekdieren uit de klasse van de Gastropoda (slakken).

## Geslacht
- Trochotoma Eudes-Deslongchamps, 1842 †